# 花巻郵便局
花巻郵便局（はなまきゆうびんきょく）は、岩手県花巻市にある郵便局である。民営化前の分類では集配普通郵便局であった。局番号は83004。

## 概要
住所：〒025-8799 岩手県花巻市上町12-4

### 分室
分室はなし。かつて存在した分室は以下のとおり。
- 保険分室 - 1950年（昭和25年）に廃止。
- 吹張分室 - 1961年（昭和36年）に廃止。

### 出張所（局外ATM）
民営化後は、ゆうちょ銀行仙台支店の所属となった。
- XYZ（ジーズ）花巻店内出張所

## 沿革
- 1872年8月4日（明治5年7月1日） - 花巻郵便取扱所として開設[1]。
- 1873年（明治6年） - 花巻郵便役所となる。
- 1875年（明治8年）1月1日 - 花巻郵便局（四等）となる。
- 1878年（明治11年） - 為替取扱を開始。
- 1879年（明治12年）5月5日 - 貯金取扱を開始。
- 1889年（明治22年）9月1日 - 花巻郵便電信局となる。
- 1903年（明治36年）4月1日 - 通信官署官制の施行に伴い花巻郵便局となる。
- 1950年（昭和25年）10月1日 - 保険分室を廃止[2]。
- 1951年（昭和26年）10月1日 - 稗貫郡花巻町大字黒川口に吹張分室を設置。
- 1956年（昭和31年）9月1日 - 当局および吹張分室において、電話通話および和文電報受付事務の取扱を開始。
- 1961年（昭和36年）5月20日 - 吹張分室における電話通話および和文電報受付業務を廃止。
- 1961年（昭和36年）6月20日 - 吹張分室を廃止。
- 1970年（昭和45年）6月21日 - 電話交換業務を花巻電報電話局に移管。
- 1999年（平成11年） - 外国通貨の両替および旅行小切手の売買に関する業務取扱を開始。
- 2007年（平成19年）10月1日 - 民営化に伴い、併設された郵便事業花巻支店に一部業務を移管。
- 2012年（平成24年）10月1日 - 日本郵便株式会社の発足に伴い、郵便事業花巻支店を花巻郵便局に統合。

## 取扱内容
- 郵便、印紙、ゆうパック、内容証明
- 貯金、為替、振替、振込、国際送金、国債、投資信託
- 生命保険、バイク自賠責保険、自動車保険、がん保険、引受条件緩和型医療保険
- ゆうちょ銀行ATM
- 花巻市内の一部地域（〒025-xxxx）の集配業務
- ゆうゆう窓口

## 周辺
- 花巻市役所
- 岩手県立花巻厚生病院
- 花巻市民体育館
- 北上川

## アクセス
- JR東北本線・釜石線 花巻駅（東口）より徒歩約21分
- 岩手県交通バス 大町停留所下車
- 東北自動車道 花巻南ICから東へ約3km、釜石自動車道 花巻空港ICから南西へ約4km
- 国道4号 里川口交差点を西へ折れて約400m
- 駐車場あり：23台